# 皇家太平洋酒店

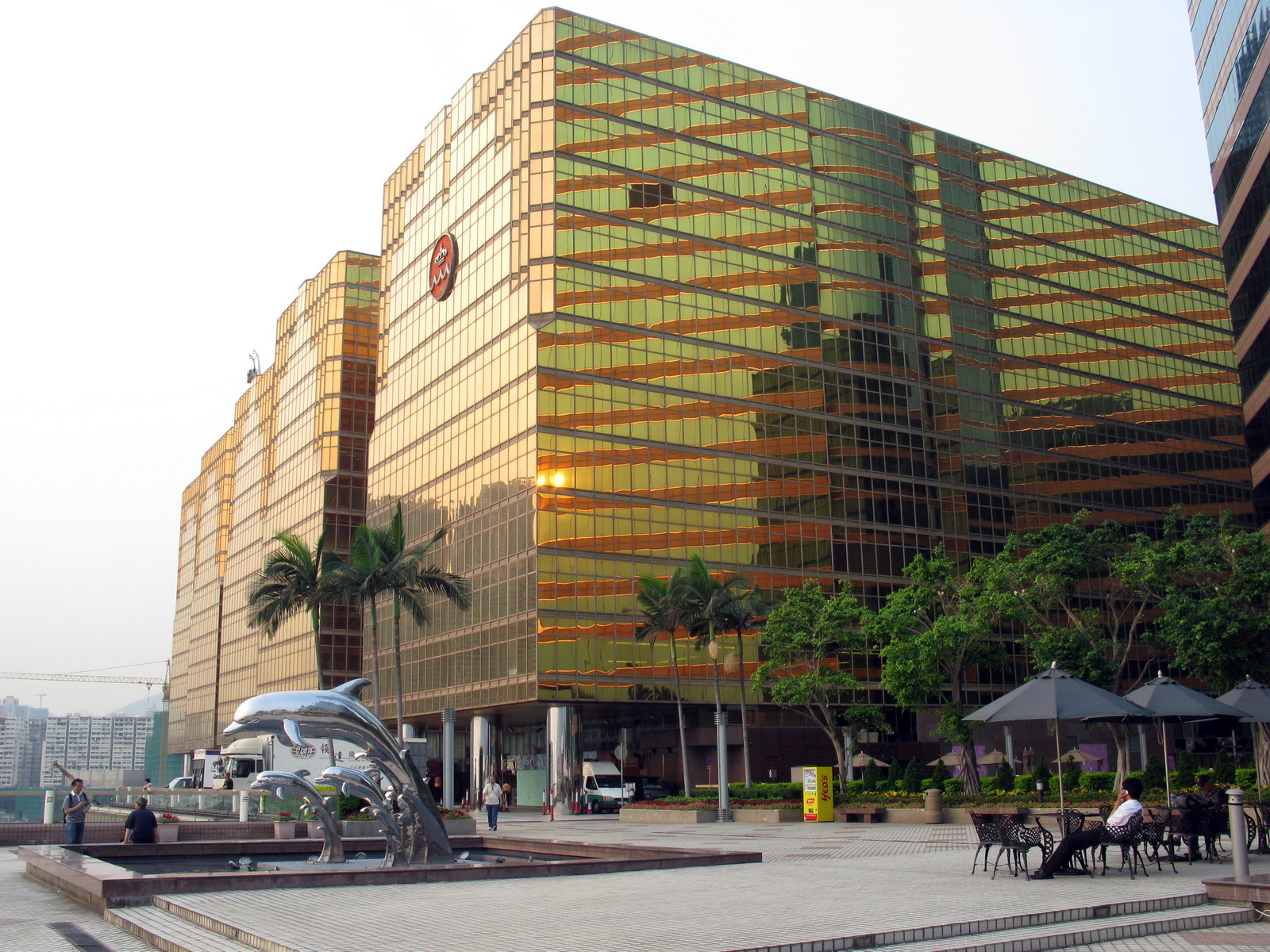
皇家太平洋酒店（最前排建築物）

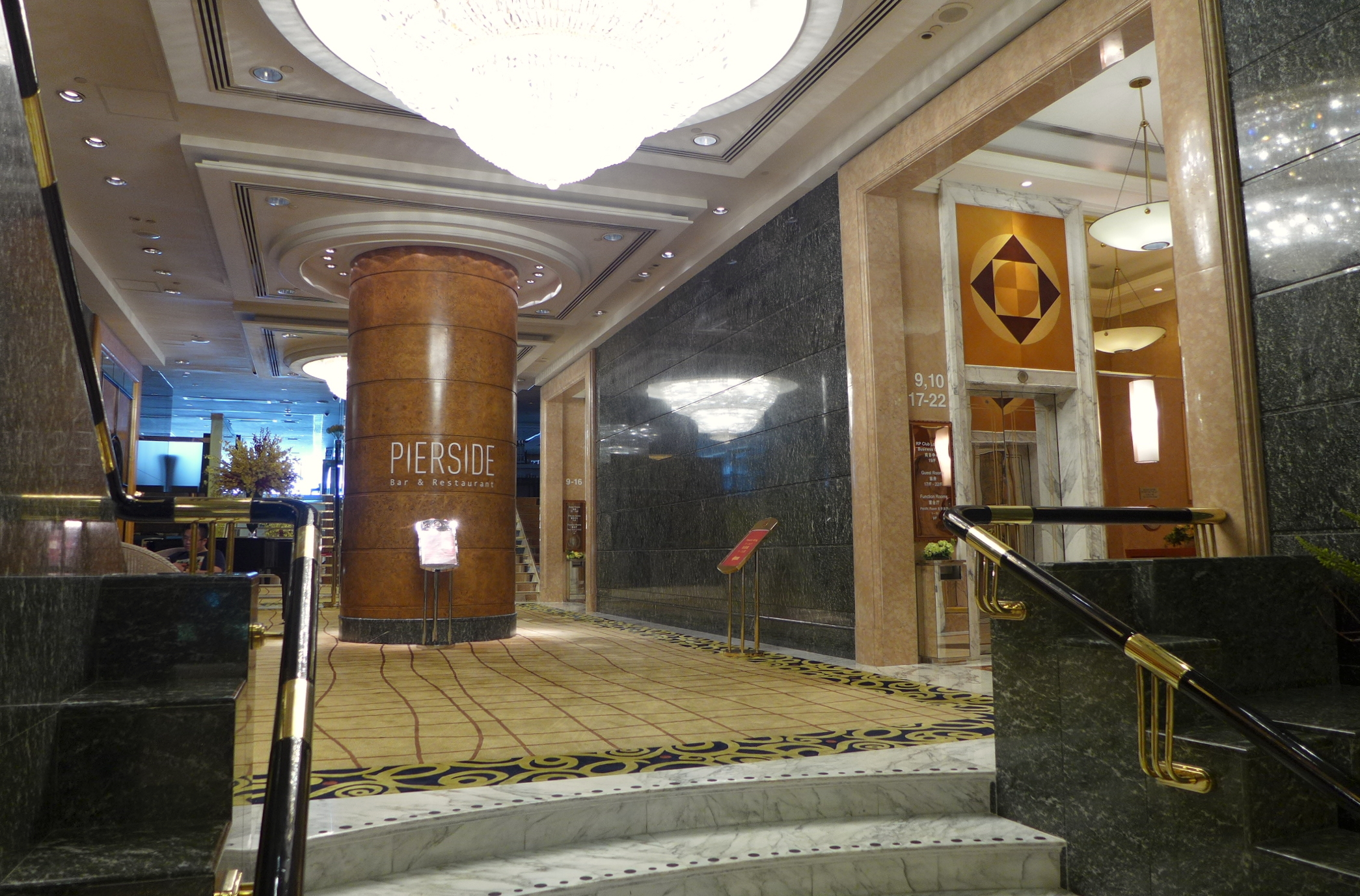
酒店大堂

皇家太平洋酒店（英語：The Royal Pacific Hotel and Towers Hong Kong）是香港一間酒店，於1988年落成，位於九龍油尖旺區尖沙咀廣東道中港城的4星級酒店，毗連中國客運碼頭。

## 設施
客房
皇家太平洋酒店設有673間客房，分園景翼及海景翼，設有行政樓層。
商務及休閒
酒店設有商務中心及行政酒廊，兩個分別可間成四個空間的會議場地；另設有健身中心。
餐飲
酒店現只有提岸酒吧及餐廳。

## 外部連結
- 皇家太平洋酒店 （页面存档备份，存于）